# Polyommatus loewii
Polyommatus loewii

 là một loài bướm ngày thuộc họ Bướm xanh. Nó được tìm thấy ở South East Asia.
The butterfly occurs in Sri Lanka và in India from South India to Orissa, and, in the phía bắc from Murree to Kumaon  The range extends to bán đảo Mã Lai, Sumatra và Java.
Asia Minor, Kurdistan, Caucasus, Middle East, Iran - Chitral, Turkestan. Armenia (highland), Caucasus Major, Talysh Mts. Ghissar
Afghanistan, Arbarp, 10 miles W of Kabul